# Batalla de Gabiana
La Batalla de Gabiana (316 a. C.) fue un enfrentamiento militar en el contexto de la segunda guerra de los Diádocos entre las fuerzas de Antígono I Monóftalmos y Eumenes de Cardia y terminó con la decisiva victoria del primero y la destrucción de la capacidad militar de su rival, quien poco después fue entregado por sus hombres y ejecutado.